# Hypericum sphaerocarpum
Hypericum sphaerocarpum är en johannesörtsväxtart som beskrevs av André Michaux. Hypericum sphaerocarpum ingår i släktet johannesörter, och familjen johannesörtsväxter. Inga underarter finns listade i Catalogue of Life.